# Elsmuseum
Het Elsmuseum is een museum gelegen aan Wolfeynde 4 te Beek in de Nederlandse provincie Limburg. Het museum belicht de geschiedenis en fabricage van het kruidenbitter Els La Vera, zoals bereid in de voormalige distilleerderij van Jacques Hennekens, alwaar zich ook het museum bevindt. Het gebouw is geklasseerd als rijksmonument.
Naast de vaste opstelling zijn er ook thematische tentoonstellingen die betrekking hebben op de streekgeschiedenis. Bij het museum is een proeflokaal aanwezig, waar onder meer Els La Vera kan worden bekomen.

## Geschiedenis
Jacques Hennekens begon met het distilleren van de drank op het Kasteel Genhoes en verhuisde in 1826 naar een locatie vlak bij de boerderij aan Wolfeynde. Deze boerderij werd van 1828-1830 omgebouwd tot stokerij. Het bedrijf omvatte uiteindelijk ook een sigarenfabriek (1867), een winkel en een groothandel in koloniale waren, en bovendien een koffiebranderij. Het familiebedrijf ging in 1978 over naar de firma Bols die tot 1990 het kruidenbitter stookte te Beek, waarna de productie naar Zoetermeer werd gebracht. Bols restaureerde de distillatiekolommen van Hennekens en schonk ze aan de gemeente Beek, welke ze onderbracht in een museum dat in 2000 werd geopend.
Sinds 2013 is er samenwerking met het Eyewitness Museum in Beek.